# Agente segreto al servizio di madame Sin
Agente segreto al servizio di Madame Sin (Madame Sin) è un film televisivo del 1972 con Bette Davis.

## Produzione
Il film fu scritto espressamente per la Davis da Barry Orringer e David Greene, e diretto da Greene per il produttore esecutivo Robert Wagner, che ne era anche l'interprete accanto alla Davis.
L'attrice con parrucca nera, gioielli esotici e trucco bizzarro, è una specie di Fu Manchu donna e in un certo qual modo somiglia anche a Gale Sondergaard in Ombre malesi. La Davis disse di essersi divertita ad interpretare questa "cattiva".
Le riprese furono tutte effettuate in Scozia. Il film doveva fare da pilota per una serie televisiva, ma i risultati lasciarono a desiderare e il progetto fallì.

## Distribuzione
Il film debuttò sulla televisione americana nel gennaio 1972, per poi essere presentato fuori degli Stati Uniti come normale pellicola cinematografica.

## Accoglienza
Sulla rivista cinematografica inglese Films and Filming Julian Fox scrisse: "Bette Davis ha i suoi momenti, in particolare nelle scene in cui pronuncia le sue roventi battute, che sulle sue labbra hanno un suono alla Oscar Wilde: Altrove però è smorzata dalla vacuità della sceneggiatura e ridotta a una figura grottesca. A demolire ulteriormente la reputazione ormai in declino della Davis contribuiscono il cinismo dei produttori e la sua stessa acquiescenza".